# سیارک ۶۴۱۱
سیارک ۶۴۱۱ (به انگلیسی: 6411 Tamaga، نامگذاری:1993TA) شش هزار و چهارصد و یازدهمین سیارک کشف شده‌است که در ۸ اکتبر ۱۹۹۳ کشف شد.
قدر مطلق سیارک برابر ۱۳٫۰۰ است.